# 前金萬興宮
22°37′24″N 120°17′38″E / 22.623354°N 120.293973°E

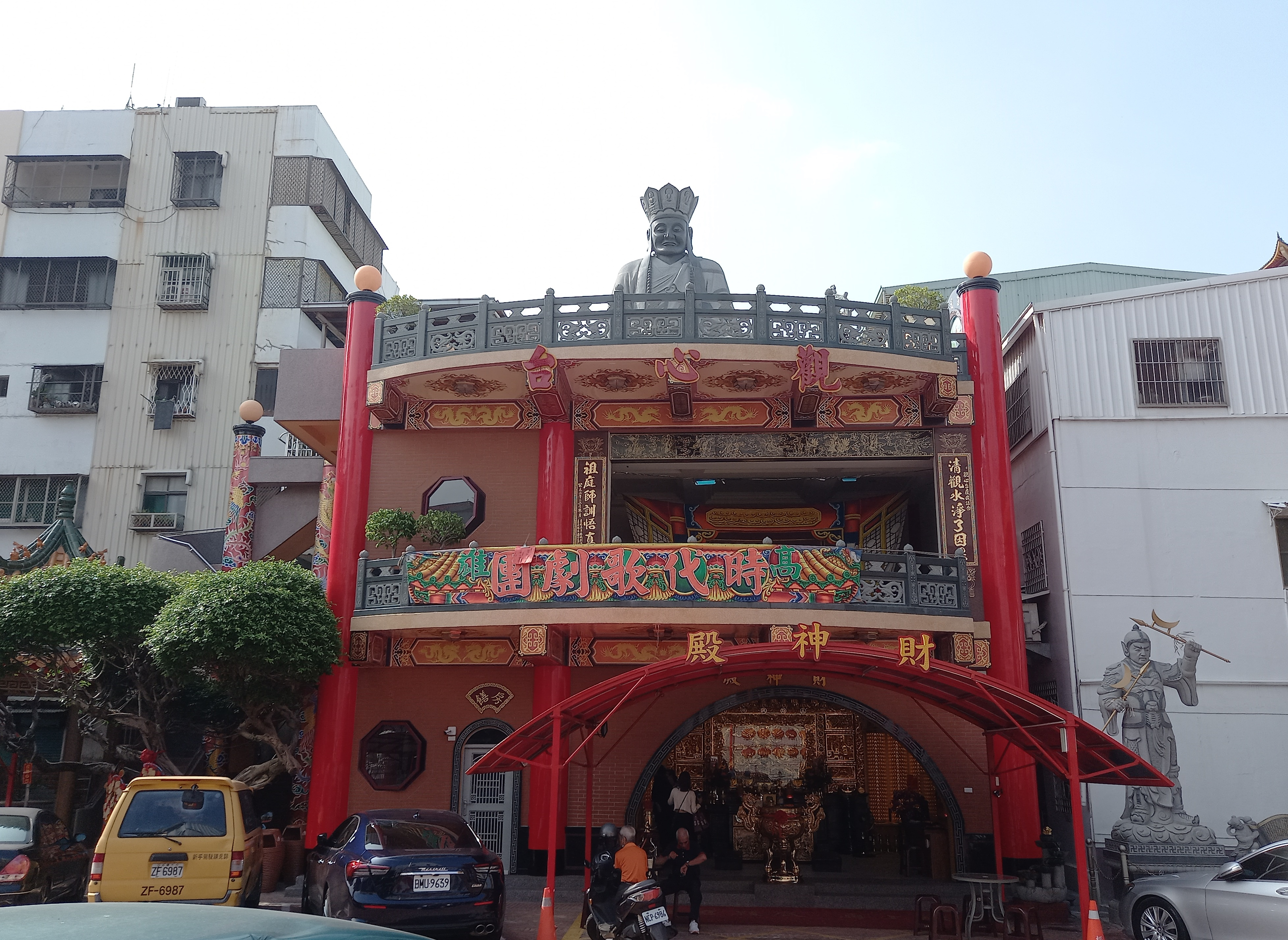
前金萬興宮財神殿&觀心臺(戲台)和清水祖師大佛像

前金萬興宮，俗稱前金祖師廟、前金廟，是位於中華民國高雄市前金區的清水祖師廟。位於高雄市前金區成功一路325號。
此廟與鹽埕三山國王廟、鹽埕埔壽山宮間有輪祀太陽公之習俗。

## 廟史
始建于清乾隆十二年（1747年），前金附近有民眾以石材建築小廟，奉祀三界公（三官大帝）神位，祈求風調雨順、賜福消災。
清嘉慶年間，前金有田寮、社內、林投圍等聚落，三聚落為了祈禱平安，打算合祀各庄神明建造大廟。田寮的黃姓士紳祖籍福建泉州府安溪縣，家中奉祀清水祖師、關聖帝君、天上聖母等神靈，社內亦有一位士紳奉祀池府千歲，後經過會議商定，決定以田寮仔的清水祖師為境主神，陪祀天上聖母代表林投圍、池府千歲代表社內，並將原先的三界公小祠合併奉祀。
經過多次重修，今廟規模則為1973年建成。
廟方人員透露，前任主任委員許崑源，是高雄市議會前議長，在罷韓期間曾多次來求籤，而後默默離去。
2023年3月初，五路財神殿、觀心臺（戲台）和樓頂清水祖師大佛像開光落成。

## 各殿祀神
- 大殿：清水祖師、天上聖母、池府千歲、太陽星君、文衡聖帝、中壇元帥、許府元帥、註生娘娘、福德正神、虎爺。
- 文昌殿：文昌帝君、至聖先師、魁斗星君、朱熹夫子、月老星君
- 太歲殿：斗姥元君、太歲星君
- 玉皇殿：玉皇大帝、三官大帝、南斗星君、北斗星君
- 觀音殿：準提觀音
- 地藏殿：地藏菩薩
- 財神殿：五路財神

### 輪祀太陽公
此廟與高雄市鹽埕三山國王廟、鹽埕埔壽山宮間有輪祀太陽公之習俗。相傳舊時中國移民渡海而來、定居愛河兩岸，西岸居民以曬鹽賣鹽維生，該地遂稱鹽埕；東岸居民則以曬砂石賣砂維生，該地遂稱「沙仔地」（位於今前金區內）。一日海邊飄來一棵巨大神木，兩岸居民討論後決定將神木雕為太陽公神像，由兩岸之信仰中心萬興宮及三山國王廟輪流奉祀，後來三山國王廟之池府千歲自行建廟，另建壽山宮，遂改為三廟輪奉，最初各奉祀四個月，後來改為以三廟尊神（清水祖師、李府千歲、池府千歲）之神誕劃分輪祀日期。此信仰亦被認為是明鄭遺民紀念崇禎皇帝之行為，初期取「慈祥愛民」之意尊稱為「太爺公」，後口誤成為太陽公。